# Принцип домино
При́нцип домино́ — распространение по цепочке (цепная реакция) определённого явления под действием какого-либо фактора, который влияет на первый элемент цепи.

## Описание
Принцип домино означает, что небольшое изменение первого элемента цепи вызывает аналогичные изменения соседних элементов, которые затем вызывают подобные изменения следующих, и так далее в линейной последовательности. Этот термин чаще всего используется в качестве описания механического воздействия, но иногда применяется в качестве аналогии с падением костяшек домино. Как правило, говорят о связанной последовательности событий, когда время между ними является относительно небольшим. Термин может использоваться в буквальном смысле (наблюдаемый ряд фактических столкновений) или в качестве метафоры для более сложных систем (финансовых, политических), когда связь между событиями довольно условная.

## Демонстрация
Классическая демонстрация принципа домино предполагает создание цепочки из домино, поставленных на ребро. Если костяшки домино стоят друг за другом, то стоит слегка подтолкнуть первую, как начнётся падение всех остальных костяшек по цепочке. Первое падение в цепи воздействует на соседние костяшки, и так далее. Любопытно, что падать будут даже длинные цепочки домино. Это объясняется тем, что энергия, необходимая для каждого падения, меньше энергии, которая передаётся при столкновении. Поэтому цепочка является самодостаточной, чтобы сохранять цепную реакцию.

## Рекорды
Проводятся специальные демонстрации падения костяшек домино. Устраиваются соревнования на построение как можно более протяжённой демонстрационной цепи. Последний мировой рекорд был установлен в 2009 году, когда упало 4491863 костяшки. Годом ранее, в День домино 2008 упало 4345027 костяшек. Интересный случай произошёл в 2005 году, когда в зал залетел воробей, Доминомюс, и смахнул крылом 23 тысячи подготовленных для рекорда костяшек. Птица тогда погибла от пули охранника, и во время установления нового рекорда её память почтили соответствующей композицией.